# دهستان سید ناصرالدین
دهستان سید ناصرالدین، یکی از دهستان‌های بخش زرین‌آباد شهرستان دهلران در استان ایلام ایران است. مرکز این دهستان، شهر پهله است.

## آبادی‌های دهستان
شامل ۷ آبادی می‌باشد :
علی‌آباد بزرگ ،علی‌آباد کوچک ،زیتون تیمه ،گلوزه ،احمدآباد ،زراب، هفتکده

## جمعیت
بر پایه سرشماری عمومی نفوس و مسکن در سال ۱۳۹۵، جمعیت دهستان ناصرالدین برابر با ۱٬۲۴۳ نفر بوده است.